# عبد الرحمن سوار الذهب
المشير عبد الرحمن محمد حسن سوار الذهب (1934 - 9 صفر 1440 هـ / 18 أكتوبر 2018) عسكري وسياسي سوداني كان خامس من شغل منصب رئيس السودان عندما تسلّم السلطة أثناء انتفاضة أبريل 1985 بصفته أعلى قادة الجيش وبتنسيق مع قادة الانتفاضة من أحزاب ونقابات، وحتى تسليمه السلطة عام 1986. وشغل أيضا منصب وزير الدفاع ورئيس هيئة أركان الجيش السوداني. شغل بعد استقالته منصب رئيس مجلس أمناء منظمة الدعوة الإسلامية.
توفي في 18 أكتوبر 2018 بالرياض في المملكة العربية السعودية ودفن في مقبرة البقيع بالمدينة المنورة.

## نشأته
ولد عام 1934 بمدنية أم درمان لعائلة متدينة لكنه نشأ بمدينة الأبيض وفيها تعلم فتخرج من مدرسة خورطقت الثانوية والتحق بالدفعة السابعة في الكلية الحربية السودانية في مارس 1954 وتخرَّج منها برتبة ملازم ثاني في عام 1958، كما حصل على ماجستير في العلوم العسكرية من الأردن عام 1970، وزمالة كلية الحرب العليا من أكاديمية ناصر العسكرية العليا بالقاهرة. يُزعم أن سوار الذهب انضم في فترة منتصف الخمسينيات إلى جماعة الإخوان المسلمين السوادنية.
رفض تسليم حامية مدينة الأبيض العسكرية عندما كان قائدا للحامية عند انقلاب الرائد هاشم العطا عام 1971، حتى استعاد النميري مقاليد الحكومة بعد ثلاثة أيام، لكت أبعده النميري لاشتباهه اشتراك سوار الذهب في محاولة الانقلاب ثم أعاده إلى مناصبه بعدها بثلاث شهور. حتى أُبعِد عن الخدمة تعسفيًا في العام 1972 وأرسل لدولة قطر.

## عمله في قطر
أُرسل لدولة قطر في عام 1972 ميلادي وعمل بها مستشارا للشؤون العسكرية عند الشيخ خليفة بن حمد آل ثاني حاكم قطر آنذاك. كان مستشار قائد للجيش والشرطة القطرية وهو حاكم الدولة، وهو أول من فرز الأرقام العسكرية وحدد أرقامًا منفصلة للشرطة وأرقامًا أخرى للجيش، ومن ثم قام باستبدال الزي العسكري والبزات العسكرية ببزات جديدة، وتحديد كل سلاح على حدة بفصل الجيش عن الشرطة وتأسيس كيانين مستقلين هما شرطة قطر والقوات المسلحة القطرية.

## العودة للسودان والانقلاب
عاد إلى السودان في نهاية عام 1975 وتدرج في المناصب فتولى سلاح الهجانة وعمليات الإمداد وكان ملحقًا عسكريًا في أوغندا وولي منصب نائب القائد العام للقوات المسلحة في 1982 وقيادة العمليات العسكرية في الجنوب في عام 1984. عُين رئيسا لهيئة الأركان وتدرج إلى أن عُين في 10 مارس 1985 قائدا أعلى للقوات المسلحة السودانية ووزيرًا للدفاع، مع تمديد فترة عمله بالجيش لمدة سنة حسب قرار رئيس الجمهورية. وقد كان هذا الفعل تغير كبيرة في سياسة النميري الذي اعتاد شغل المنصبين معًا.
وقعت تظاهرات شعبية كبيرة في عام 1984 إثر سوء الأحوال الاقتصادية وزيادة أسعار المواد الغذائية وسافر النميري وقتها إلى الولايات المتحدة ومع تصاعد المظاهرات انقلب سوار الذهب في يوم 9 أبريل 1985 على النميري وأعلن عبر إذاعة أم درمان تعطيل العمل بالدستور وإعفاء رئيس الجمهورية ونوابه ومساعديه ومستشاريه ووزراءه المركزيين ووزراء الدولة من مناصبهم. قال سوار الذهب لاحقًا:«كان قد أصبح من الواضح أن الغالبية العظمة من الشعب السوداني لم تعد تتحمل ظلم النميري، ولم تعد تصبر على ظلمه، وكانت من أولى واجباتي بصفتي أحد أفراد الشعب وبصفتي القائد العام للقوات المسلحة أن أحترم رغبة الشعب». ويعتبر أيضا من أسباب الانقلاب الخوف من انقلاب صغار الضباط على القيادة العسكرية العليا.
تسلم سوار الذهب مقاليد السلطة في السودان في يوم الانقلاب ورُقي إلى مشير وأسس المجلس الانتقالي العسكري المكون من 15 عضوًا برئاسته هو في يوم 8 أبريل. أعلن سوار الذهب أنه سيسلم السلطة لحكومة مدنية منتخبة بعد عام واحد فقط، وأعلن لاحقًا العمل بدستور السودان الانتقالي لعام 1985 بعد تشاور مع القوى الشعبية.
لم يصدر سوار الذهب أو المجلس الانتقالي أي قرارات مصيرية ولم يصدر دستور دائم فمثلًا لم تلغ قوانين سبتمبر 1983 وفضلت الحكومة الانتقالية أن تكون محايدة وعلق سوار الذهب على ذلك فقال «إن الدستور في النظم الديمقراطية تصدره عادة هيئة منتخبة بطريقة ديمقراطية لهذا فإن الدستور الدائم للبلاد سوف يصدر عند انتخاب مثل هذه الهيئة» . لكن أصدر المجلس العسكري قانون يجعل القوات المسلحة شبه مستقلة عن الحكومة عن طريق تركيز السلطات عليها في يد القائد العام وتهميش دور وزير الدفاع.
تعامل المجلس الانتقالي في ذلك الوقت مع مشكلة الجنوب التي لم يحدث فيها الكثير فاستمرت الحرب الأهلية السودانية الثانية ولم يحدث تغير للنظر في الوضع لا من السلطة السودانية الجديدة ولا من الحركة الشعبية لتحرير السودان بقيادة جون قرنق التي اعتبرت الحكومة الجديدة استمرار لحكومة مايو. اتسم العهد الانتقالي (والديمقراطي الذي يليه حتى انقلاب 1989) بزيادة لحرية الرأي والتعبير وفتح فيه المجال للأحزاب السياسية وأطلق سراح العديد من السجناء.
جرت انتخابات برلمانية في البلاد في العام التالي 1986 التي لم يفز فيها أي حزب بالأغلبية وإن كان حزب الأمة قد حاز مقاعد أكثر من الأحزاب الأخرى فشُكلت حكومة ائتلافية وسلم سوار الذهب السلطة إلى حكومة الصادق المهدي في 26 أبريل 1986. وهي سابقة في تاريخ الانقلاب العسكرية في الوطن العربي، ولكن يشكك البعض في أن سوار الذهب سلم السلطة طواعية وإنما سلمها تحت ضغوط.

## النشاطات المدنية
تقاعد سوار الذهب بعد تسليمه للسلطة واعتزل العمل السياسي وتوجه نحو العمل المجتمعي فشارك في الكثير من المؤتمرات المحلية والإقليمية والعالمية المهتمَّة بالعمل التطوعي والدعوة الإسلامية وشؤون المسلمين، وكان له دور كبير بدعم التعليم والعمل الصحي والاجتماعي في السودان. ورأس سوار الذهب عددًا من الجمعيات فكان رئيس مجلس أمناء منظمة الدعوة الإسلامية. أشرف سوار الذهب على بناء الكثير من المدارس والمستشفيات ودور الأيتام وحفر الآبار، واهتم بتحفيظ القرآن وتدريس العلوم الإسلامية. 
سوار الذهب كان داعمًا كبيرًا للقضية الفلسطينية فقد رأس المؤتمر الشعبي العالمي لنصرة فلسطين في إسطنبول عام 2009، وداعم لحركة حماس والمقاومة الفلسطينية وقال عنها «... فحماس حركة تحرر وطني مدعومة من كل أحرار العالم» . وكان من الداعين إلى وقف الحرب الإيرانية العراقية، ووقف حصار قطر.

## وفاته
توفي يوم الخميس الموافق 8 صفر 1440 هـ / 18 أكتوبر 2018 بالمستشفى العسكري بالرياض بالمملكة العربية السعودية عن عمر ناهز الـ84 عامًا، وقد استجاب العاهل السعودي الملك سلمان بن عبد العزيز لوصية سوار الذهب بأن يدفن البقيع بالمدينة المنورة فُنقل بطائرة خاصة للمدينة وأم المصلين عليه في الحرم النبوي الشيخ عبد الباري بن عواض الثبيتي ودفن في البقيع.
حضر تشييع جنازته حشد كبير من الجالية السودانية في السعودية، ووفد سوداني رسمي يرأسه عثمان محمد يوسف نائب الرئيس السوداني ووكيل إمارة المدينة المنورة وهيب السهلي. نعته رئاسة الجمهورية السودانية فقالت «“خدم وطنه وشعبه جنديًا مخلصًا في الدفاع عن تراب الوطن، ووحدة أراضيه، وسيادته، وقائدًا لشعبه، إضافة لعطائه في المجالات: السياسية، والصحية، والاجتماعية، وشتى المجالات، ومشاركته الفاعلة في مسيرة السلام والوفاق الوطني عبر مؤتمرات الحوار الوطني، ووثيقة الحوار الوطني، والسلام والأمن، وعطائه وتفانيه من أجل البلاد بنكران ذاته، وبلا أذى، راجيًا عطاء الله ثم رضا المواطنين».
كما نعاه ملك السعودية سلمان بن عبد العزيز وولي عهده محمد بن سلمان، وشيخ الأزهر أحمد الطيب ومفتي الجمهورية المصرية شوقي إبراهيم علام، وملك الأردن عبد الله الثاني، وأمير قطر تميم بن حمد آل ثاني ونائبه عبد الله بن حمد، وسلطان عمان قابوس بن سعيد.

## الجوائز
- حصل سوار الذهب بجائزة الملك فيصل العالمية في خدمة الإسلام في عام 2004 والسبب كما قالت لجنة الجائزة «مُنِح المشير عبدالرحمن سوار الذهب الجائزة، لجهوده العظيمة من خلال رئاسته لمجلس أمناء منظمة الدعوة الإسلاميَّة في السودان، التي شيَّدت كثيرًا من المدارس والمسَاجد والمستشفيات والمستوصفات ومرَاكز الطفولة وملاجئ الأيتام، كما حفرت كثيرًا من الآبار ومحطات المياه في أفريقيا، إضافة إلى مسَاهمته الفعَّالة في الدعوة، محليًا وإسلاميًّا وعالميًّا، وإلى تحلِّيه بالصّدق والوفَاء بالوعد.».[38][39]
- اخترته اللجنة المنظمة لجائزة دبي الدولية للقرآن الكريم شخصية العام الإسلامية في الدورة الرابعة عشر لها عام 2010 لأعماله الخيرية وخدمته الإسلام في إفريقيا.[40][41]
- تسلم سوار الذهب جائزة البر الدولية في الدورة الثانية من الرئيس التركي رجب طيب أردوغان في عام 2016.[42]

### معلومات المراجع الكاملة
- طه، حيدر (يناير 1991). الإخوان والعسكر قصة الجبهة الإسلامية والسلطة في السودان (ط. الأولى). مركز الحضارة العربية للإعلام والنشر.
- كامل، مجدي (1994). الخروج من السلطة (ط. الأولى). مطابع سجل العرب. ISBN:9770072710.
- دوبح، سالي عبد الله (2024). الحروب الأهلية في السودان والموقف الإقليمي والدولي. العربي للنشر والتوزيع. ISBN:9789773199548.

## وصلات خارجية
- عبد الرحمن سوار الذهب على موقع الموسوعة البريطانية (الإنجليزية)
- عبد الرحمن سوار الذهب على موقع مونزينجر (الألمانية)
- مقابلة مع عبد الرحمن سوار الذهب في برنامج "بلا حدود" على قناة الجزيرة على يوتيوب
- حوار مع سوار الذهب في برنامج قهوة تركية على قناة TRT عربية على يوتيوب
- فيلم وثائقي عن حياة سوار الذهب على قناة الجزيرة الوثائقية على يوتيوب

| المناصب السياسية | المناصب السياسية            | المناصب السياسية   |
| ---------------- | --------------------------- | ------------------ |
| سبقه جعفر نميري  | رؤساء السودان 1985 - 1986 م | تبعه أحمد الميرغني |

خطأ لوا في package.lua على السطر 80: module 'Module:Portal/images/أ' not found.